# Chiesa della Natività di Maria (Lasa)
La chiesa della Natività di Maria (in tedesco Mariä Geburt Kirche) è la parrocchiale a Cengles (Tschengls), frazione di Lasa (Laas) in Alto Adige. Fa parte del decanato di Silandro nella diocesi di Bolzano-Bressanone e risale al XV secolo.

## Storia

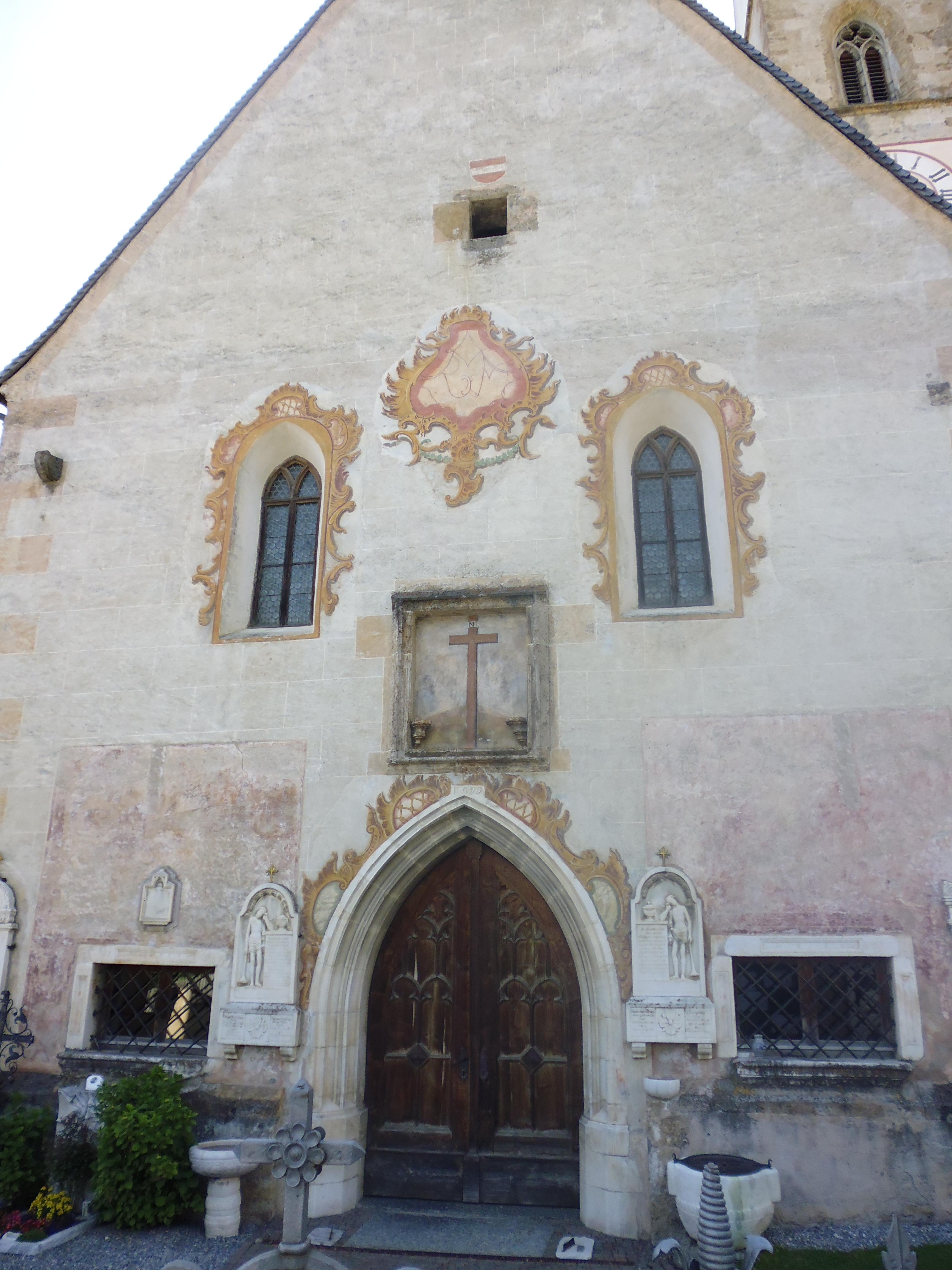
Facciata della chiesa della Natività di Maria.

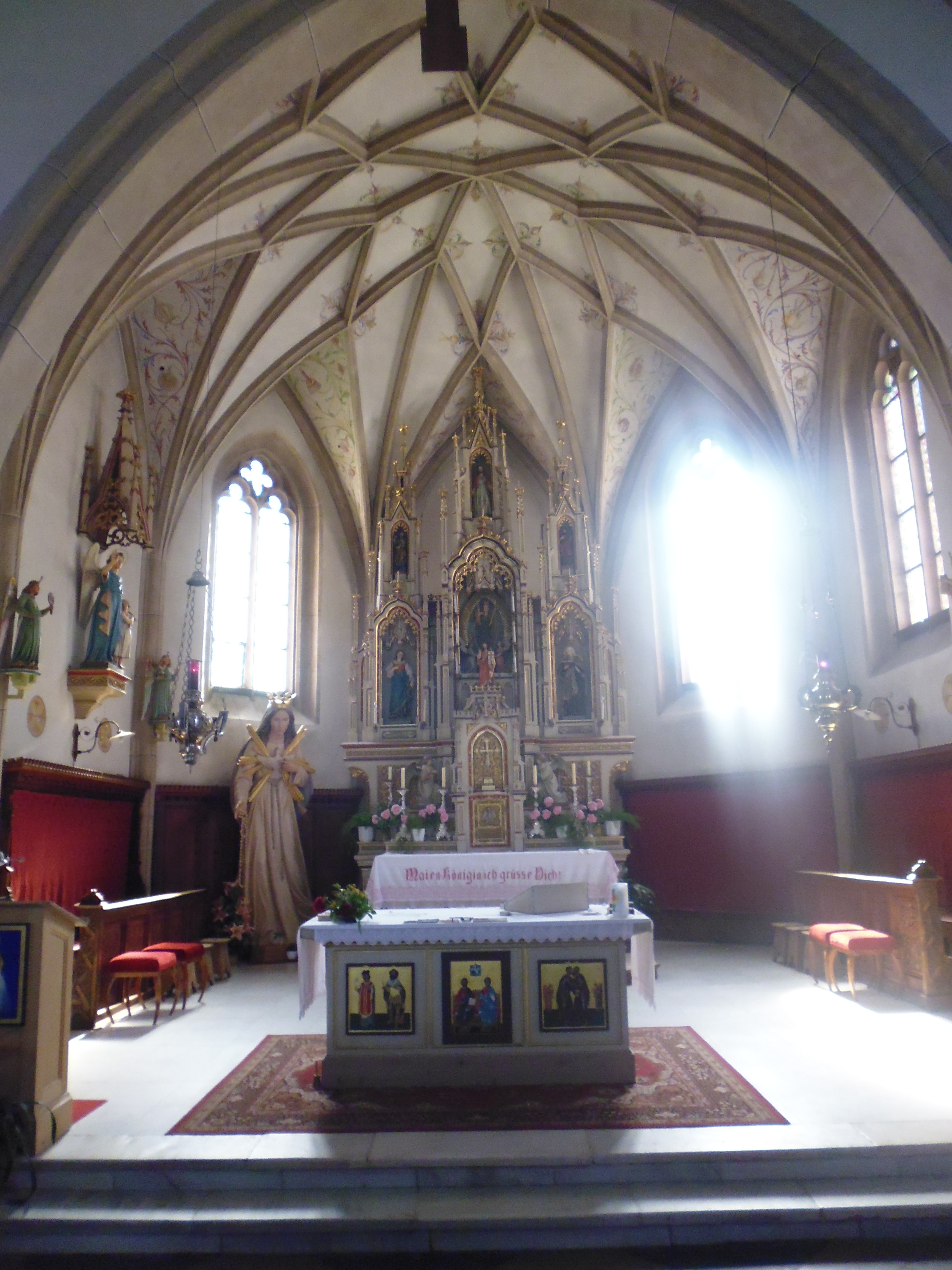
Presbiterio della chiesa.

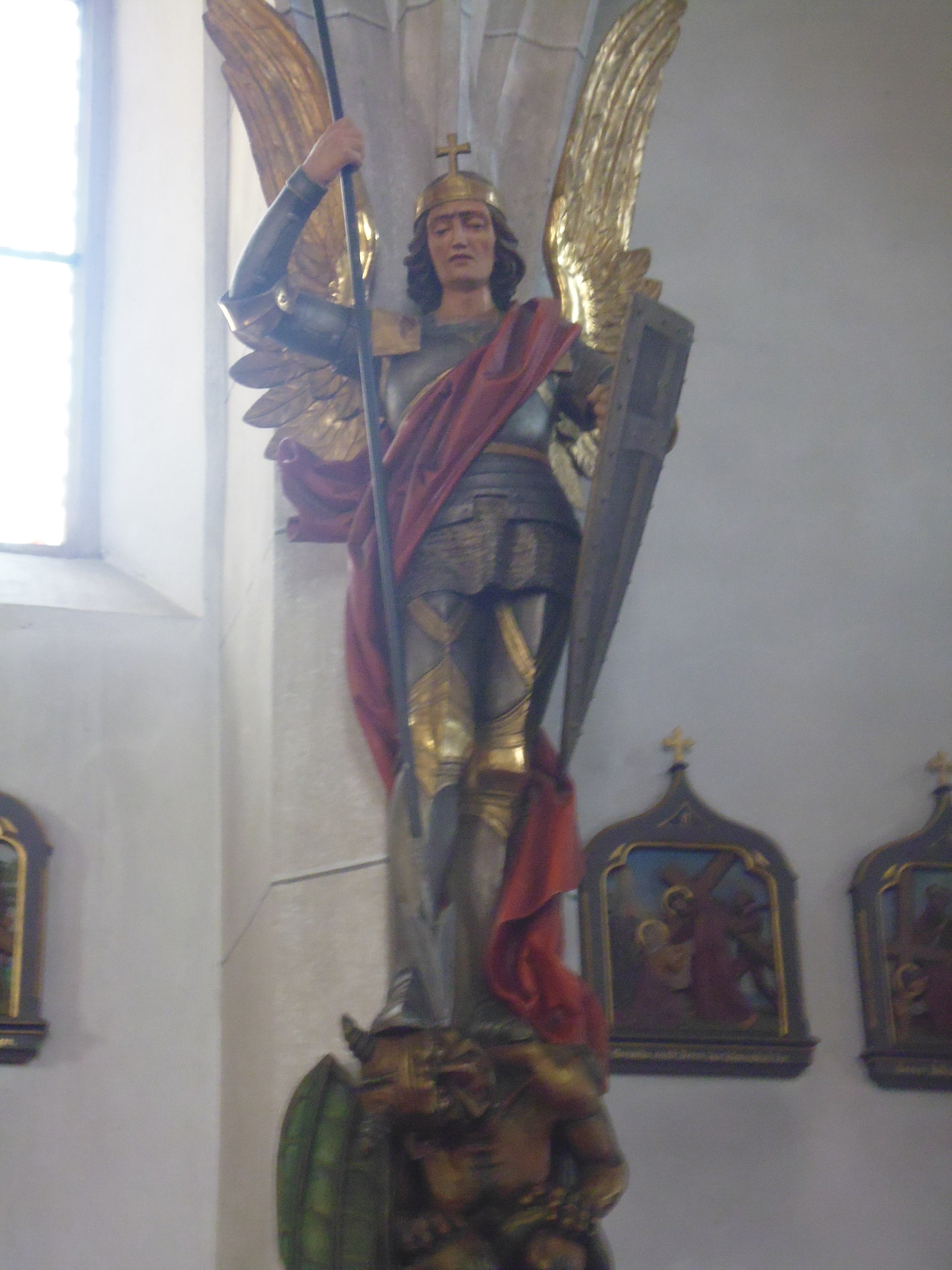
Statua che raffigura l'Arcangelo Michele nella sala.

La chiesa parrocchiale di Cengles con dedicazione alla Natività di Maria ha origini antiche essendo stata costruita alla fine del XV secolo. La solenne consacrazione fu celebrata nel 1510 dal vescovo ausiliare di Coira. Circa due secoli dopo venne danneggiata da un incendio e la torre campanaria venne restaurata con una nuova copertura apicale ottagonale.
Un nuovo incendio danneggiò la copertura della chiesa nel 1924. Nel periodo compreso tra il 1977 e il 1984 il complesso è stato oggetto di un intervento di restauro conservativo.
La cappella cimiteriale con dedicazione all'Arcangelo Michele era preesistente al luogo di culto principale della comunità ed era stata consacrata già nel 1330.

## Descrizione
La chiesa è un monumento sottoposto a tutela col numero 15531 nella provincia autonoma di Bolzano.

### Esterni
Il luogo di culto si trova nella zona cimiteriale della comunità e presenta una facciata a capanna a due spioventi con portale racchiuso in una cornice marmorea con arco a sesto acuto affiancato da lapidi e due finestre basse rettangolari con inferriate. Sopra il portale una finestra cieca quadrata conserva l'immagine della Croce mentre nella parte mediana si aprono due grandi finestre gemelle strombate a sesto acuto che portano luce alla sala. Accanto alla chiesa si trova la cappella laterale esterna rifinita con cupola ottagonale e lanterna aggiunta nel XVII secolo.
La torre campanaria si alza in posizione arretrata sulla destra ed è unita alla chiesa, accanto all'abside poligonale.
La cella campanaria si apre con quattro finestre a monofora che simulano bifore e la copertura è una piramide a base ottagonale.

### Interni
La navata interna è unica e luminosa. Risulta molto ricca di decorazioni barocche tali da renderla una tra le chiese più interessanti della Val Venosta.